# Hemmfeld
Als Hemmfeld oder Sperrfeld bezeichnet man in der Biologie einen Bereich um eine Zelle, der die Bildung einer ähnlichen Zelle verhindert. Vor allem die regelmäßige Folge und Stellung von Blättern an der Sprossachse einer Pflanze werden mit dieser Theorie erklärt. Im Detail wird vermutet, dass das Hemmfeld im Umfeld einer Zelle entweder über einen hemmenden Stoff oder über die Abwesenheit eines notwendigen Stoffes gebildet wird.